# Vad vore livet utan dig
Vad vore livet utan dig (originaltitel Vi gifter oss) är en norsk svartvit komedifilm från 1951 i regi av Nils R. Müller. I huvudrollerna ses Henki Kolstad och Inger Marie Andersen.

## Handling
Det är sommar och kompositören Petter Gran har semester när han plötsligt hör ett skrik från fru Hermansen. Bromsarna på hennes cykel fungerar inte och hon hamnar i vattnet. Han hjälper henne upp ur vattnet, men hennes cykel är förstörd och därför fortsätter de sommaren tillsammans. De återvänder till Oslo och en kort tid därefter förlovar de sig. Hon introduceras för Petters föräldrar. Modern har inte mycket till övers för henne medan fadern hälsar henne välkommen i familjen.
Paret gifter sig kort därefter. De har svårt att hitta en egen bostad och får därför bo hemma hos Petters föräldrar. Moderns agg mot Kari blir till slut ett så stort problem att paret tvingas flytta till Karis tidigare bostad. De har dock köpt en tomt där de håller på att bygga ett hus och varje söndag arbetar de frenetiskt för att färdigställa bygget. Kari blir med barn och när hyresvärdinnan får vetskap om detta tvingar hon paret att flytta. Huset är inte färdigt så paret tvingas hyra ett rum i en villa hos fru Rønne till ett skyhögt pris.
Huset är nästan klart när en byggnadsinspektör kommer på besök. Han säger att de inte kan flytta in då inte har bygglov för huset. De har redan sagt upp rummet hos fru Rønne så där kan de inte bo. I stället hyr de en nedgången bostad på en bondgård en bit från staden. Petter behöver pengar och går med i schlagerkompositionstävling. Inledningsvis lyckas han inte komponera något, men när han ser några svalor sitta på en telefontråd så lossnar det. Svalorna ser nämligen ut som noter på en notlinje och plötsligt vet han hur melodin ska vara. Petter skickar in sitt bidrag till tävlingen och samtidigt får de bygglov för att färdigställa huset. På inflyttningsdagen har de många människor på besök och när de slår på radion spelas Petters melodi "Hva var vel livet uten deg?" som vunnit tävlingen.

## Rollista
- Henki Kolstad – Petter Gran
- Inger Marie Andersen	– Kari Hermansen
- Nanna Stenersen – Babben
- Lars Nordrum – Einar
- Erna Schøyen – Fru Gran
- Henny Skjønberg – fröken Tangen
- Eugen Skjønberg – Herr Gran
- Sonja Mjøen – Fru Rønne
- Edvard Drabløs – Hansen
- Jack Fjeldstad – en schlagerkompositör
- Margit Brataas – Hansens hushållerska
- Haakon Arnold – fullmäktige
- Lauritz Falk
- Hjalmar Fries – husägare (ej krediterad)
- Ingebjørg Sem – sjuksköterskan (ej krediterad)

## Om filmen
Vad vore livet utan dig var Nils R. Müllers tredje långfilmsregi efter På kant med samhället (1946) och Svendsen går videre (1949). Filmen producerades av Knut Yran för bolaget Norsk Film A/S. Den spelades in efter ett manus av Müller med Finn Bergan som fotograf. Den klipptes samman av Olav Engebretsen och premiärvisades den 15 januari 1951 i Oslo under dess norska originaltitel Vi gifter oss. Den 17 september 1951 hade den dansk premiär under titeln Vi gifter os och den 28 augusti 1952 svensk premiär under titeln Vad vore livet utan dig (Imdb anger den svenska titeln som Vad vore livet utan dej).
Filmen blev en av efterkrigstidens största norska filmsuccéer. Flera av sångerna blev i filmen blev också mycket populära, inte minst "Hva var vel livet uten deg?". Rollen som Kari gick först till Eva Bergh men när hon under filminspelningen bröt foten gick rollen i stället till Andersen.

## Musik
- "En sang ut i det blå", musik: Eivind Hauge
- "Hvitveisen", musik Jolly Kramer-Johansen
- "Jeg plukket de vakreste blomster", Jolly Kramer-Johansen
- "Lykke går så gjerne kjøkkenveien (Karis vise)", musik: Kristian Hauger, text: Gunnar Kaspersen
- "Hva var vel livet uten deg?", musik: Ernfrid Ahlin, text: Gunnar Kaspersen